# Саруле
Саруле (итал. Sarule) је насеље у Италији у округу Нуоро, региону Сардинија.
Према процени из 2011. у насељу је живело 1769 становника. Насеље се налази на надморској висини од 627 м.

## Становништво
Према резултатима пописа становништва 2011. у општини је живело 1.770 становника.
| 1931. | 1936. | 1951. | 1961. | 1971. | 1981. | 1991. | 2001. | 2011. |
| ----- | ----- | ----- | ----- | ----- | ----- | ----- | ----- | ----- |
| 2.090 | 2.108 | 2.349 | 2.475 | 2.227 | 2.215 | 2.016 | 1.905 | 1.770 |